# 相原麻美
相原 麻美（あいはら あさみ、1988年 - ）は、日本の元レースクイーン、グラビアアイドル。愛称は「あさみん」、「あーたん」。
東京都出身、「office ai」所属。デビュー当初は「大浦 麻美（おおうら あさみ）」名義だったが、2012年後半から現芸名に改めている。元夫は実業家の与沢翼。

## 人物
- 資格として、普通自動車免許・温泉ソムリエを持っている。
- 趣味は歌を歌う、ショッピング、ドライブ。
- 特技はピアノ。腹筋
- 好きな色はピンク。
- 弟がいる。

### 私生活
- 2016年7月、実業家・与沢翼との結婚及び妊娠を発表[1]。これによりグラビアからは卒業という形となった。2016年12月27日、3,535グラムの男子誕生をドバイからTwitter等で報告した。2021年5月25日、第2子となる女児が誕生した。2023年7月30日、第3子となる女児が誕生し、1男2女の親となった。2025年4月22日、与沢翼がSNSで「財産分与に合意し、離婚に応じた」と報告した[2]。4月26日、与沢翼が「妻との協議離婚が成立した」と報告した[3]。

## 出演

### レースクイーン
| 年度            | カテゴリー   | チーム名                                                  |
| --------------- | ------------ | --------------------------------------------------------- |
| 2011年 - 2012年 | スーパー耐久 | ホンダカーズ東京with G/MOTIONレースクイーン「Aile Girls」 |
| 2012年          | SUPER GT     | BOMEX & Verity JLOC GALS                                  |
| 2013年          | スーパー耐久 | DIJON Racing                                              |
| 2014年          | スーパー耐久 | スポーツコクピット狭山WithARS                             |

### DVD
- Relax in Resort 覗いちゃイヤ

### イベント
- 東京オートサロン（BOMEXブース）（2013年）
- 東京オートサロン（ニューギンブース）（2014年）

### PV
- 山下智久「はだかんぼー」

### WEB
- Ymode
- レースクイーン(RQ)グラビア＆ハイビジョンムービーサーキットの星
- BWH

### テレビ
- 栃木テレビ・東京MX・テレビ埼玉「CarXs」
- フジテレビ「あたらしあらし」
- 関西テレビ「マルコポロリ！」

## 書籍

### 雑誌
- ギャルズパラダイス
- フリーペーパー「アクア」2012年1月号表紙
- 週刊プレイボーイ
- 月刊サイゾー
- SPA!